# Albanees Grieks-Katholieke Kerk

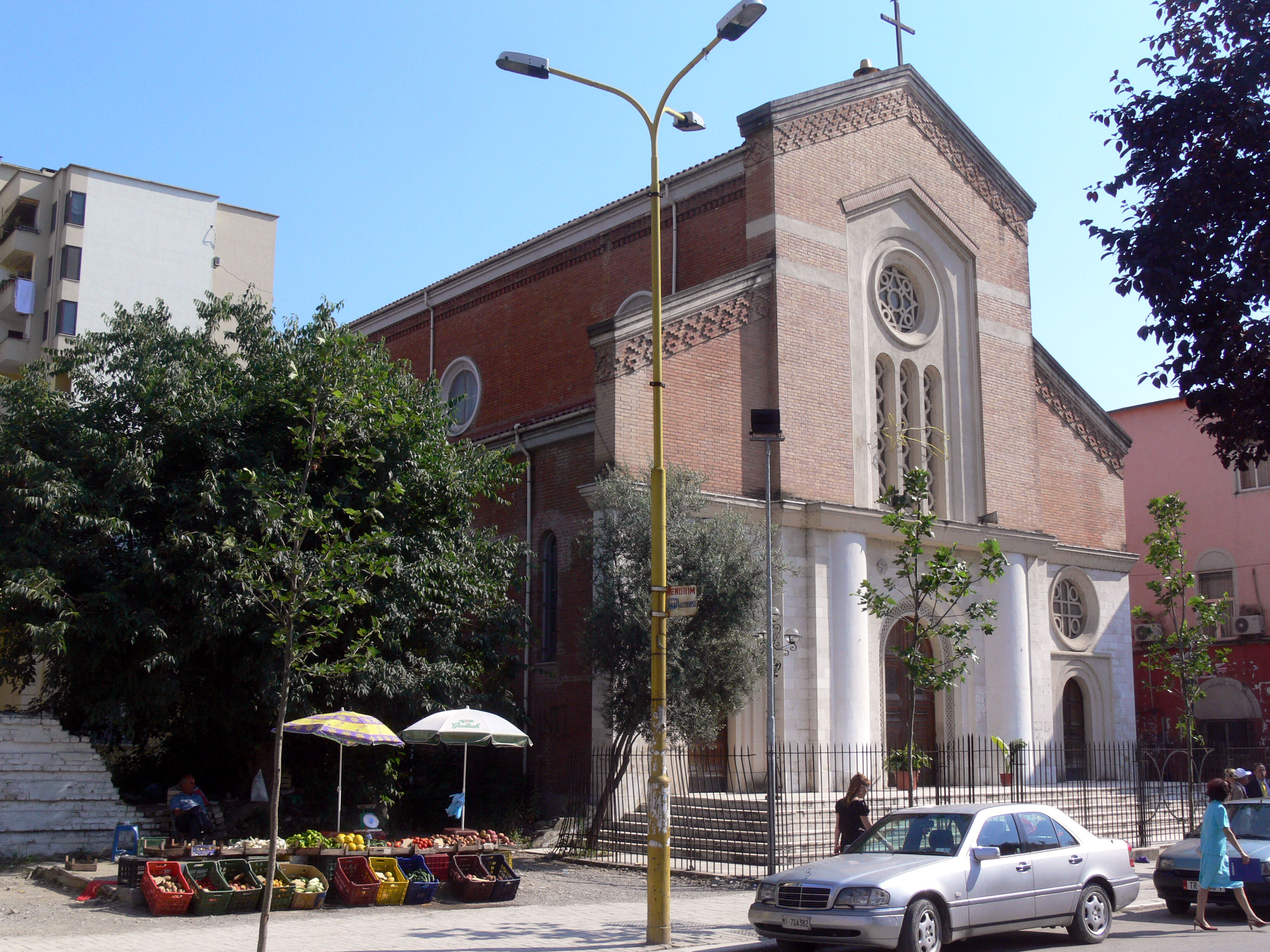
Jezuïetenkerk in Tirana

De Albanees Grieks-Katholieke Kerk (Albanees: Shqiptare Kisha Katolike; Latijn: Apostolica Administratio Albaniae Meridionalis) behoort tot de oosters-katholieke kerken. De gelovigen wonen voornamelijk in Albanië. De Albanees-Katholieke Kerk volgt voornamelijk de Latijnse ritus en de liturgische taal is het Albanees. Deze kerk gebruikt de gregoriaanse kalender.

## Ontstaansgeschiedenis
De Albanees Grieks-Katholieke Kerk ontstond in de 18e eeuw toen een kleine groep gelovigen een met Rome geünieerde parochie stichtten in Shkodra.
Albanië was in deze periode onder Ottomaans bestuur en een groot deel van de bevolking was moslim. De orthodoxe gelovigen stonden onder het gezag van de patriarch van Constantinopel.
De parochie in Shkodra werd in 1856 verheven tot apostolisch vicariaat, waarbij de jezuïeten verantwoordelijk werden voor de zielzorg.
Tijdens de communistische periode was Albanië officieel atheïstisch. De priesters konden hun functie niet uitoefenen. Pas vanaf 1992 kon het geloof opnieuw openbaar beleden worden en konden er weer nieuwe structuren worden opgebouwd met hulp van de bisschop van Lungro.

## Huidige situatie
De Albanees Grieks-Katholieke Kerk bestaat uit twee parochies, in Tirana en in Shkodra. Ze telt circa 3500 gelovigen.
De franciscaan Mgr. Hil Kabashi staat, sinds 1996, aan het hoofd en heeft de functie van apostolisch administrator. Hij ressorteert onder de rooms-katholieke aartsbisschop van Tiranë-Durrës.